# Main-Kraftwerke

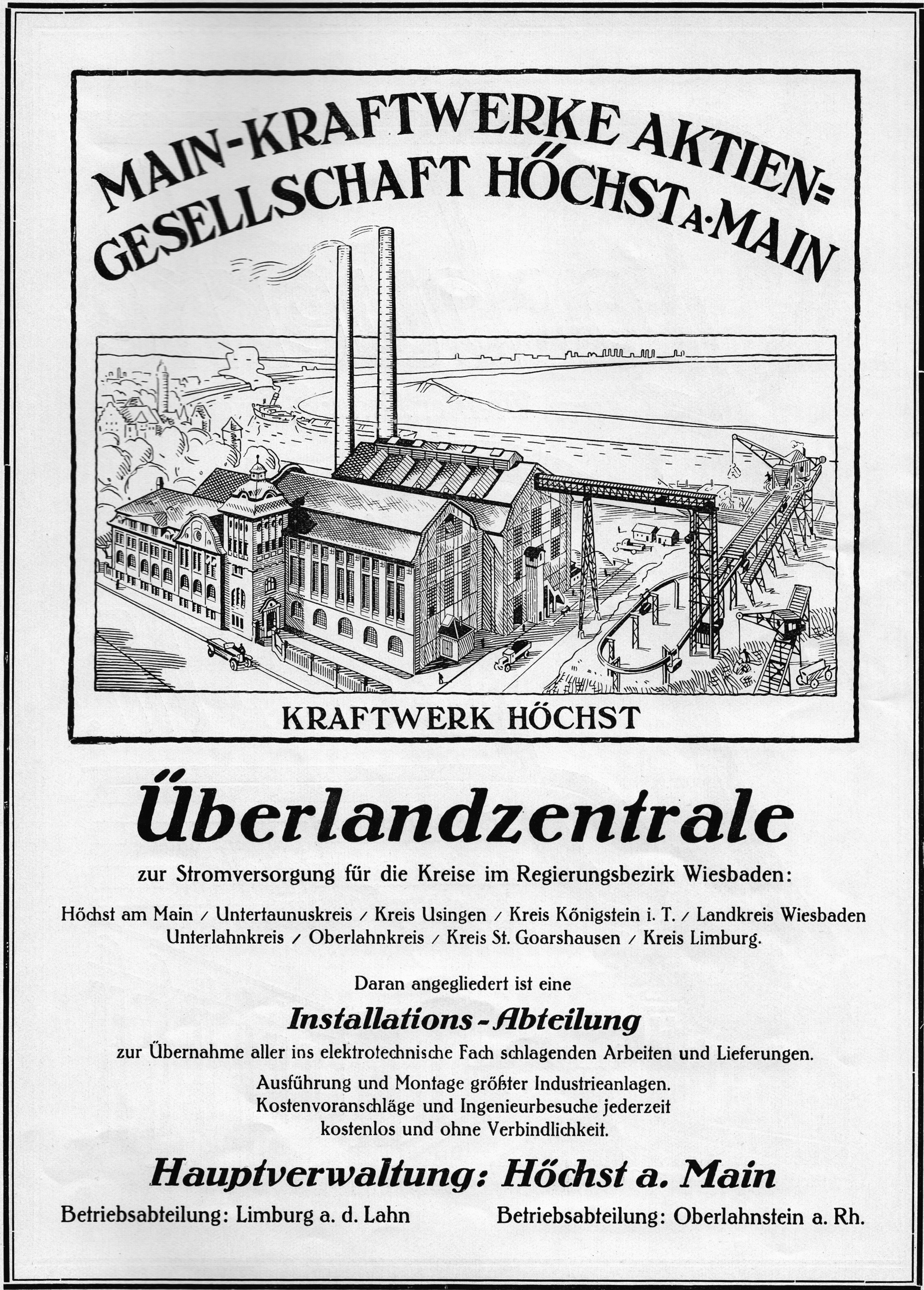
Werbeplakat der Main-Kraftwerke AG, 1925

Die Main-Kraftwerke AG (kurz: MKW) war ein 1910 als Tochter des Elektrizitätskonzerns EAG gegründetes Energieversorgungsunternehmen mit Sitz in Frankfurt-Höchst. Es versorgte in erster Linie weite Teile des ehemaligen Regierungsbezirks Wiesbaden mit Strom, der in einem Kohlekraftwerk in Höchst sowie mehreren Wasserkraftwerken erzeugt wurde. 1923 wurde es mitsamt der Muttergesellschaft vom RWE übernommen und beteiligte sich am Aufbau eines Hochspannungs-Verbundnetzes. 1926 konnte erstmals durch die Anbindung der Netze des RWE und des Bayernwerks über die MKW ein Verbundbetrieb zwischen Kohlekraftwerken im Rheinland und Wasserkraftwerken in Bayern bewerkstelligt werden.
Im Jahr 2001 fusionierten die MKW mit mehreren Beteiligungsgesellschaften des RWE zur Süwag Energie AG, die bis heute ihren Verwaltungssitz am ehemaligen Standort der MKW in Frankfurt-Höchst unterhält.

## Unternehmensgeschichte

### Gründung und Expansion

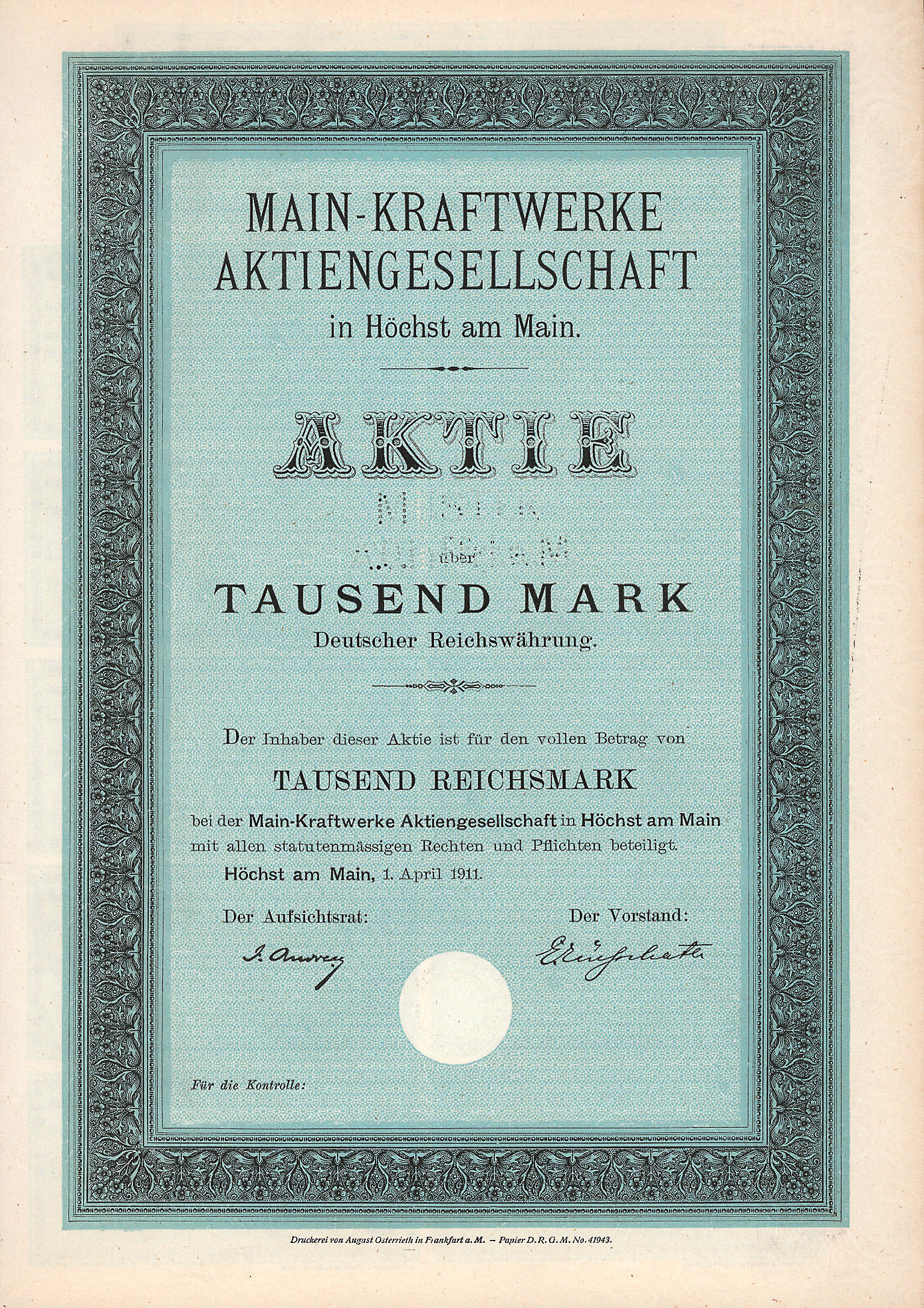
Aktie über 1000 RM der Main-Kraftwerke AG vom 1. April 1911

1890 gründete der Unternehmer Wilhelm Lahmeyer in Frankfurt am Main die Wilhelm Lahmeyer & Co. KG, ab 1893 Elektrizitäts-AG vormals W. Lahmeyer & Co., kurz EAG, die sich mit dem Bau und Betrieb von Elektrizitätsanlagen befasste. Die Internationale Elektrotechnische Ausstellung 1891 machte das Unternehmen als Pionier der Elektrifizierung von Städten bekannt. Durch Unternehmensbeteiligungen und Gründung von Tochtergesellschaften wurden in zahlreichen Städten Elektrizitätswerke und elektrische Straßenbahnnetze aufgebaut.
Als eines dieser Tochterunternehmen wurde am 16. August 1910 die Main-Kraftwerke AG durch die EAG und den Kölner Draht- und Kabelhersteller Felten & Guilleaume gegründet. Der Gründung voraus ging der am 4. Juli 1910 begonnene Bau des Kraftwerks Höchst, eines Steinkohle-Kraftwerks auf dem Gebiet der damals noch eigenständigen Stadt Höchst am Main durch die EAG. Die neue Gesellschaft sollte den Betrieb dieses Kraftwerks sowie die Elektrifizierung der umliegenden Gemeinden im Gebiet zwischen Main und Taunus durchführen. Weitere Initiatoren der neuen Firma waren der Hessische Provinzialverband, die Felten & Guileaume–Lahmeyer-Werke AG und Persönlichkeiten der Frankfurter Wirtschaft, die in dieser Betätigungsmöglichkeiten sahen. Am 28. September 1910 folgte die Eintragung der Firma ins Handelsregister des königlichen Amtsgerichts Höchst.
Das Gründungskapital betrug 2 Millionen Mark. Zweck der Gesellschaft war „Betrieb, Bau und Erwerb von Elektrizitäts-, Gas- und Wasserwerken sowie von Straßenbahnen“. Zusammen mit der Gründung wurden Stromlieferungsverträge mit der Frankfurter Lokalbahn AG (FLAG), der Felten & Guilleaume – Lahmeyerwerke AG Dynamowerk Frankfurt und der Chemischen Fabrik Griesheim am Main geschlossen. Ende 1910 wurde das Kraftwerk Höchst im Rohbau fertiggestellt und in 40 umliegenden Gemeinden mit dem Aufbau von Drehstromnetzen begonnen. Am 14. Mai 1911 konnte in Höchst die Stromerzeugung aufgenommen werden.
Zur Elektrifizierung der Taunusbahnen, elektrischer Überlandstraßenbahnen der FLAG von Heddernheim nach Bad Homburg bzw. Oberursel, entstand 1911 in Bommersheim eine Umformerstation. Das 1896 erbaute Gleichstrom-Kraftwerk in Bad Homburg konnte den steigenden Elektrizitätsbedarf selbst nicht mehr befriedigen. Außerdem benötigte die EAG Strom für ihre gemeinsam mit der Felten & Guilleaume AG betriebenen Fabrikationsanlagen in der Höchster Straße im Frankfurter Gallusviertel. Die FLAG, an der die EAG wiederum eine Mehrheitsbeteiligung besaß, übernahm wiederum die Aufgabe der Elektrifizierung in Oberursel. Die Stromlieferungen von Höchst aus wurden am 28. September 1911 aufgenommen. Ende 1911 war in 30 Gemeinden elektrischer Strom für 36.000 Einwohner verfügbar.
Um ihr Versorgungsgebiet nach Norden und Westen auszudehnen, schloss die Main-Kraftwerke AG 1913 einen Vertrag über den Strombezug von der Elektrizitätswerk Westerwald AG in Marienberg, die das Elektrizitätswerk in Höhn betrieb, und übernahm den Betrieb der beiden Wasserkraftwerke Friedrichssegen und Limburg. Auch entstand die erste Fernleitung für 50 kV Spannung auf der Strecke Höchst – Sindlingen – Staffel – Holzappel – Nochern, um Energie mit dem Elektrizitätswerk Westerwald auszutauschen und die weitere Elektrifizierung des Taunus vorzubereiten. Die 56 km lange Verbindung ging 1917 in Betrieb und ermöglichte erstmals einen Energieaustausch zwischen zwei Kraftwerken. Gleichzeitig wurde das Kraftwerk Höchst in seiner Stromproduktion wiederholt ausgebaut. Nach Erweiterungen in den Jahren 1913, 1915, 1917 und 1922 fasste es 19.400 kW elektrische Leistung. Während des Ersten Weltkriegs konnte somit die Stromproduktion in Höchst weitgehend aufrechterhalten werden. 69 Gemeinden mit insgesamt 71.000 Einwohnern waren nun an die Main-Kraftwerke angeschlossen.
Durch Übernahme der Aktien der seit 1910 zur EAG gehörenden Rheingau-Elektrizitätswerke expandierte das Versorgungsgebiet der Main-Kraftwerke AG ab 1920 weiter. Diese versorgten seit 1899 den Rheingaukreis und einige westliche Stadtteile von Wiesbaden aus einem Elektrizitätswerk in Eltville. Zur Verbindung des Netzgebiets mit dem der Main-Kraftwerke wurden Abgrenzungs- und Durchleitungsverträge mit den Städten Mainz und Wiesbaden abgeschlossen. Die Realisierung einer Leitungsverbindung zwischen Höchst und Eltville wurde allerdings zunächst zurückgestellt.

### Einstieg in den Verbundbetrieb
Die EAG-Tochtergesellschaft RWE entwickelte sich ab 1914 unter Hugo Stinnes zum überregionalen Energieversorger im Rheinland. Schon kurz nach dem Ersten Weltkrieg gab es den ambitionierten Plan, die Kraftwerke des RWE und ihr Übertragungsnetz mit Kraftwerken der anderen Tochtergesellschaften der Gruppe zu verbinden. Unter Arthur Koepchen, seit 1917 technischer Vorstand, erwarb das RWE von der Schweizer Elektrobank die Mehrheit an der EAG, die somit von der einstigen Muttergesellschaft zur Tochtergesellschaft wurde. Dadurch kamen auch die Main-Kraftwerke in den Besitz des RWE.
Im selben Jahr entwickelte sich die Idee, die Kraftwerke der süddeutschen Tochtergesellschaften mit dem bereits entstehenden Netz um die Braunkohlekraftwerke im Rheinland zu koppeln. Durch die geografische Lage des Versorgungsgebiets der Main-Kraftwerke genau zwischen Rheinland und Süddeutschland erschien eine Kopplung auch mit diesem sinnvoll. Im Mai 1923 sah ein Plan vor, eine Leitung vom Goldenbergwerk bei Köln über Höchst und Heilbronn nach Meitingen bei Augsburg zu realisieren. Da die Anbindung der Lechwerke von Württemberg aus in einem Interessenskonflikt mündete, wurden die Planungen umgeändert, zumal sich ab 1924 die RWE-Tochtergesellschaft GROWAG am Bau von Wasserkraftwerken in Vorarlberg beteiligte.
Gleich nach der Übernahme durch das RWE wurde das Netz der Main-Kraftwerke für den späteren Verbundbetrieb ausgebaut. Ein Stromlieferungsvertrag mit dem Bayernwerk über den Bezug von 10.000 kW elektrischer Leistung aus ihrem 110-kV-Ringleitungsnetz wurde 1924 abgeschlossen, ein weiterer Vertrag sicherte den Bezug von 4.000 kW aus dem Kraftwerk Wölfersheim des Überlandwerks Oberhessen zu. Noch im selben Jahr begann der Bau der ersten Leitungen, die bereits für eine Spannung von 110 kV ausgelegt waren, aber zunächst nur mit den bisher verwendeten 50 kV betrieben wurden. Zwischen dem Kraftwerk Höchst und dem Kraftwerk Dettingen, das gleichzeitig über Aschaffenburg ans Bayernwerk-Netz angebunden wurde, entstand eine zweikreisige 110-kV-Freileitung. Über einen Leitungsabzweig wurde zusätzlich eine Reserveverbindung zum Umspannwerk der HEAG in Darmstadt hergestellt. Zusammen mit dieser Leitung entstand auch das markante Abspannportal vorm Höchster Kraftwerk, über das die abgehenden Freileitungen über den Main geführt wurden. Zunächst umfasste es drei Doppelleitungen, erst in den 1950er Jahren wurde es auf die heutigen fünf Leitungsabzweige erweitert. Zur Verknüpfung mit der „großen“ Nord-Süd-Leitung des RWE entstand bei Kelsterbach ein großes 220-kV-Umspannwerk, eines der ersten in Deutschland dieser Spannungshöhe überhaupt. Die Leitung Höchst–Dettingen wurde von beiden Seiten in dieses eingeschleift.

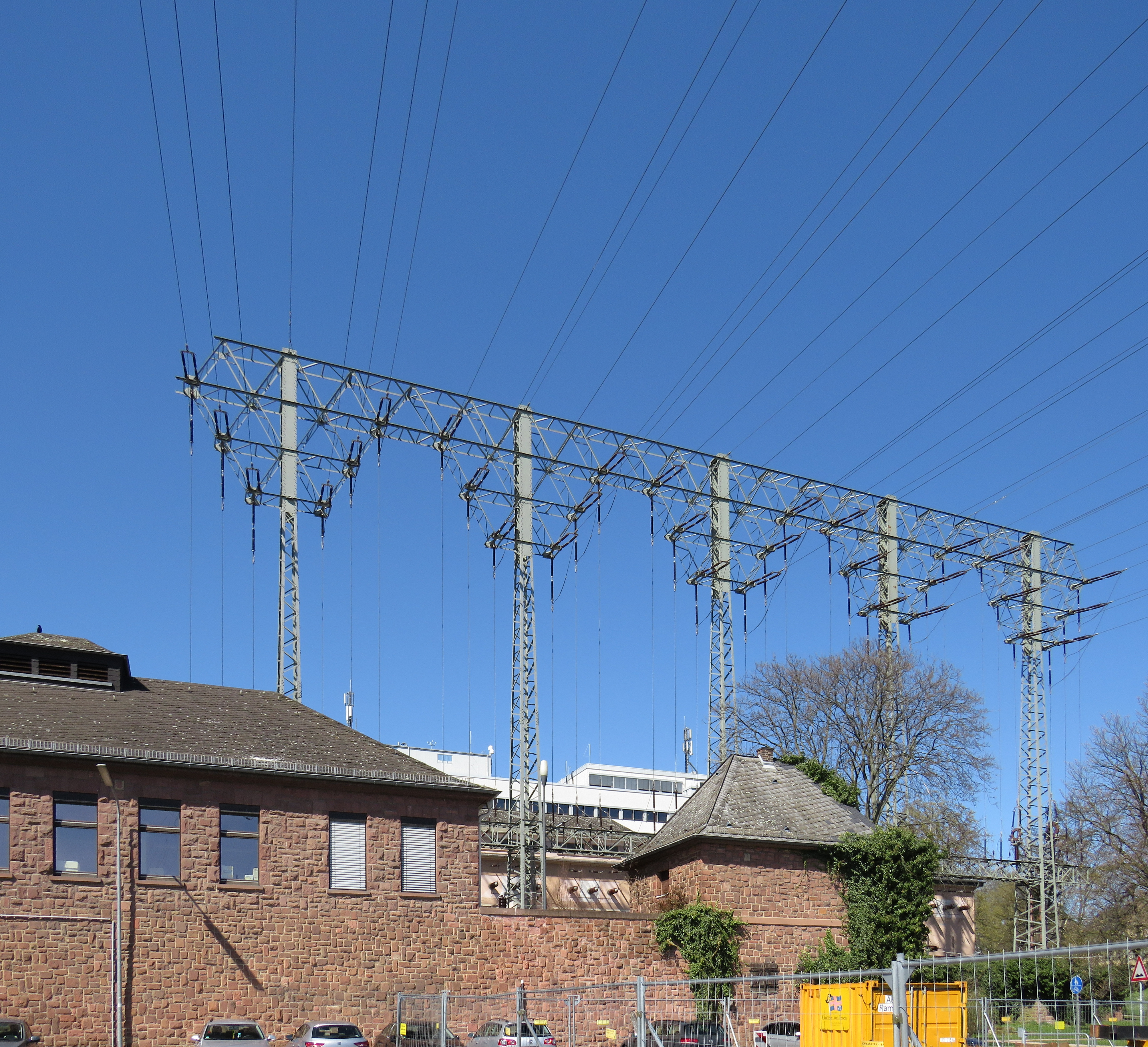
Abspannportal am Umspannwerk des Kraftwerks Höchst
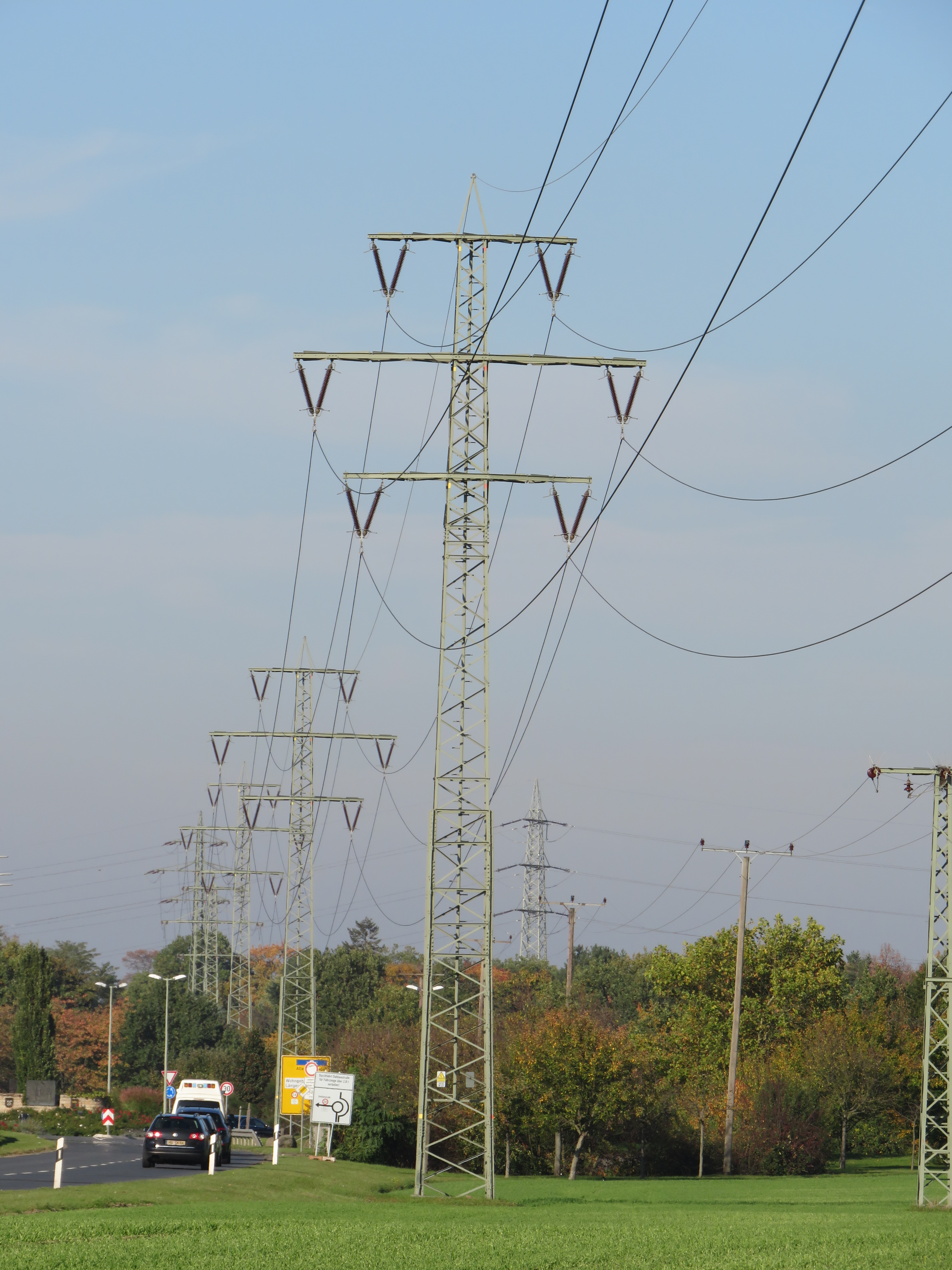
Leitung Höchst–Kelsterbach
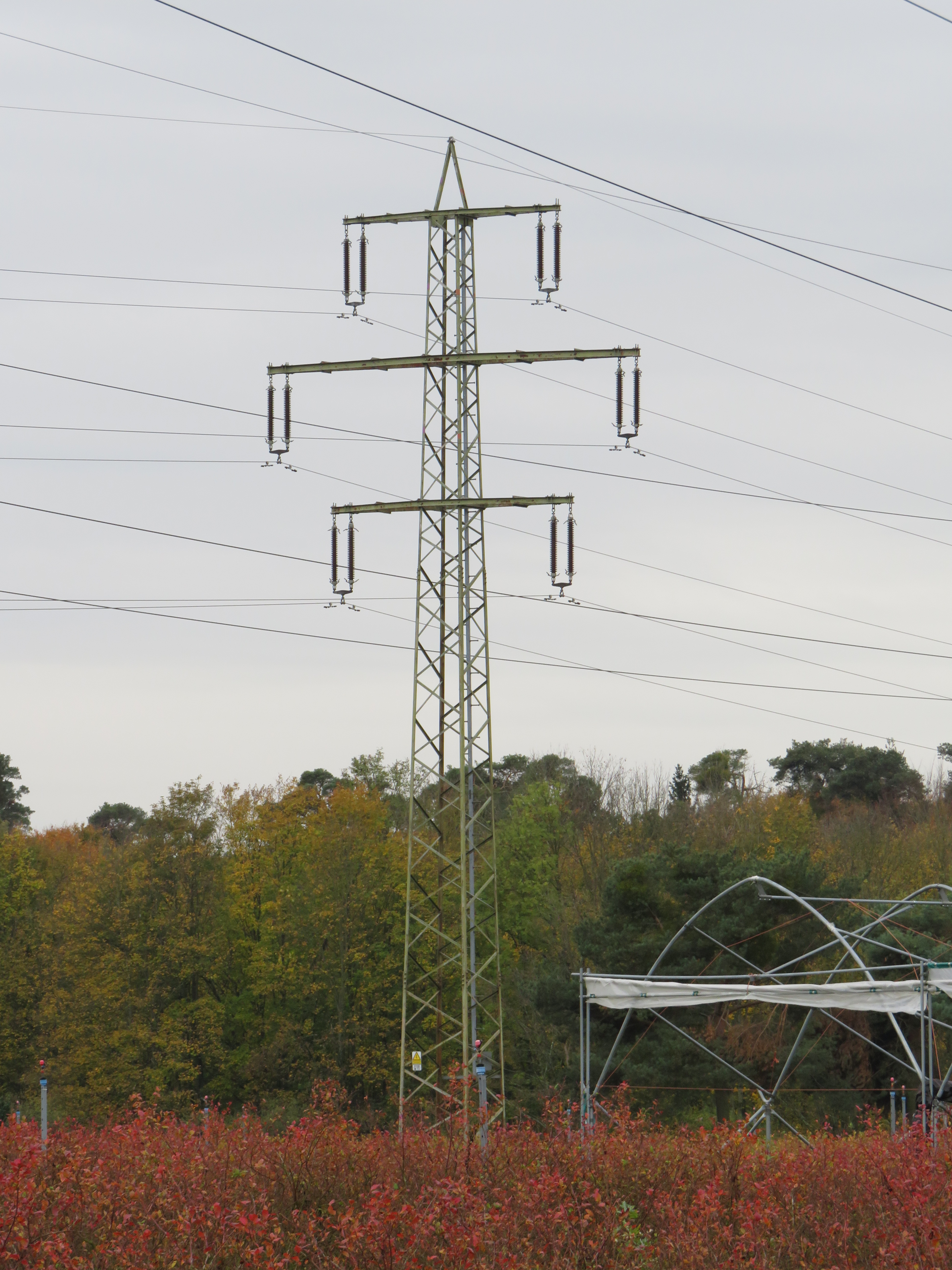
Leitung Kelsterbach–Dettingen

Die zweite 110-kV-Leitung entstand 1925–26 zwischen dem Umspannwerk Oberursel an der FLAG und dem Kraftwerk Wölfersheim, wo sie in das Umspannwerk der Preußischen Kraftwerke Oberweser AG mündete, die gleichzeitig eine 110-kV-Verbindung vom Kraftwerk Borken über Gießen und Wölfersheim nach Frankfurt am Main bauten. Der gleichzeitige Bau der Nord-Süd-Leitung des RWE sorgte für Unmut seitens des preußischen States, der Frankfurt eigentlich ausschließlich über seine Leitung von Borken aus versorgen wollte. Der Staat verweigere dem RWE daher die Genehmigungen für den Bau der Leitung. Dennoch konnte der erste Leitungsabschnitt von Neuenahr bis zum Umspannwerk Mannheim-Rheinau 1926 testweise mit 110 kV in Betrieb gehen. Über die Leitung Kelsterbach–Dettingen bestand gleichzeitig erstmals eine direkte Kopplung des rheinischen 110-kV-Netzes mit dem bayerischen, somit auch ein Verbundbetrieb von Kohle- und Wasserkraftwerken.
Noch bevor sich die Preußische Kraftwerke Oberweser im Oktober 1927 mit zwei weiteren staatlich preußischen Elektrizitätsunternehmen zur Preußenelektra zusammenschlossen, wurden Verhandlungen mit dem RWE über strittige Liefergebiete im Raum Frankfurt abgeschlossen. Mitte 1927 wurde ein Demarkationsvertrag geschlossen, der einen gemeinschaftlichen Strombezug der Stadt Frankfurt aus Preußenelektra, HEFRAG (betrieb seit 1927 das Kraftwerk Wölfersheim) und Main-Kraftwerken zu je 15.000 kW vorsah. Eine gemeinsame Versorgung durch Preußenelektra und RWE wurde wieder fallengelassen. Die Liefergebiete von Main-Kraftwerken und Preußenelektra waren somit untereinander abgegrenzt: Höchst, seit 1928 Stadtteil von Frankfurt am Main, blieb im Versorgungsgebiet der Main-Kraftwerke. Mit Gründung der Aktiengesellschaft für deutsche Elektrizitätswirtschaft im Mai 1929 existierte erstmals ein gemeinsamer Dachverband aller großen deutschen Energieversorgungsunternehmen, was neue Möglichkeiten im Verbundbetrieb schuf. So baute das RWE von Kelsterbach ausgehend eine 110-kV-Doppelleitung nach Oberursel, um das Netz der Preußenelektra mit dem des RWE zu verbinden. Der Betrieb der 110-kV-Leitungen Oberursel–Wölfersheim und Kelsterbach–Dettingen der Main-Kraftwerke wurde Ende 1928 auf Basis eines Stromlieferungsvertrags dem RWE übertragen, letztere aufgrund des Einstiegs des RWE wiederum in den Stromlieferungsvertrag zwischen Main-Kraftwerken und Bayernwerk am 4. März 1929.
Neben der Einbindung ins Verbundsystem des RWE entstanden auch weitere Leitungen, um die größeren Mengen elektrischer Energie innerhalb des Versorgungsgebietes verteilen zu können. Auf Basis des 1920 abgeschlossenen Durchleitungsvertrags  entstand eine 50-kV-Leitung zwischen Höchst und Wiesbaden. Dieses Leitungssystem mitsamt einem Umspannwerk in Wiesbaden wurde erst im Juni 1927 fertiggestellt. Eine Fortsetzung von Wiesbaden ins Gebiet der Rheingau-Elektrizitätswerke wurde als 10-kV-Verbindung Wiesbaden–Eltville realisiert. Von 1927 gebauten Wasserkraftwerk Cramberg und vom 1931 gebauten Kraftwerk Elisenhütte entstanden weitere 10-kV-Leitungen zum Umspannwerk Holzappel.
Bis 1929 erweiterte sich das Versorgungsgebiet der Main-Kraftwerke auf den größten Teil des Regierungsbezirks Wiesbaden, insgesamt 366 Gemeinden mit 283.000 Einwohnern. In diesem Jahr betrug das Stromaufkommen des Unternehmens 118 Millionen kWh, von dem 58 % vom RWE bezogen und nur 42 % selbst produziert wurden.

### Zeit des Nationalsozialismus
Nach der Machtübernahme der Nationalsozialisten 1933 kam es durch den anfänglichen Konjunkturanstieg zu einem zunehmenden Stromabsatz. 1934 wurde ein weiterer Abgrenzungsvertrag mit der Stadt Frankfurt geschlossen. In den Jahren darauf kam es seitens des RWE zu einem stetigen Ausbau des Leitungsnetzes, wie etwa eine zweite Nord-Süd-Verbindung für 220 kV zwischen dem Koepchenwerk, Kelsterbach und Hoheneck. Die 50-kV-Leitungen Höchst–Kelsterbach–Dettingen und Oberursel–Wölfersheim wurden bis November 1935 auf 110 kV Spannung umgestellt. In Oberursel entstand auf dem Gelände des alten Schaltwerks eine 110-/10-kV-Schaltanlage, die durch das RWE über eine 110-kV-Leitung mit dem Umspannwerk Kelsterbach verbunden wurde.
Zahlreiche wichtige Anlagen bekamen in dieser Zeit einen Netzanschluss an die Main-Kraftwerke: Der Frankfurter Hauptbahnhof, die Farbwerke Hoechst, die Kupferwerke Heddernheim und die Funkanlagen auf dem Großen Feldberg. Nach Beginn des Zweiten Weltkriegs kam es zur Regulierung aller Energieversorgungsunternehmen durch die Reichsstelle für die Elektrizitätswirtschaft in Brauweiler („Reichslastverteiler“), so auch bei den Main-Kraftwerken. Im Rahmen der „Kupferaktion“ wurden die kupfernen Leiterseile durch solche aus Eisen ersetzt.
Anfang 1945 wurde durch Kriegsschäden die Stromversorgung auf der Nord-Süd-Leitung des RWE unterbrochen. Trotz Schäden an Leitungen und Umspannwerken, etwa in Nochern, kam es bis Kriegsende zu keinen Unterbrechungen bei der Stromerzeugung in den Kohle- und Wasserkraftwerken. Im Juni 1945 wurde im Versorgungsgebiet die Grenze zwischen amerikanischer und französischer Besatzungszone eingerichtet. Die ersten Aushilfslieferungen für das Netzgebiet kommen aus Wölfersheim, ehe im Juli 1945 auf der Nord-Süd-Leitung der Betrieb wieder aufgenommen werden kann. Zwischen Februar und September 1946 sowie März und Mai 1947 kam es aufgrund von Kohlemangel zur vorübergehenden Stilllegung des Kraftwerks Höchst.

### Nachkriegszeit
Der Zeit unmittelbar nach dem Zweiten Weltkrieg folgte nach der Währungsreform und Gründung der Bundesrepublik das Wirtschaftswunder. Der größte Teil des Netzgebiets lag nun im Bundesland Hessen, ein kleinerer Teil im aus der französischen Besatzungszone entstandenen Rheinland-Pfalz. 1949 wurde im Zuge eines Vierjahresprogramm mit der Umstellung der Niederspannung von 127 V auf 220 V (seit 1987 einheitlich 230 V) begonnen. Ein Pachtvertrag mit der Stadt Frankfurt regelte die Übernahme der Ortsnetze der ab 1928 eingemeindeten und bisher von den MKW versorgten westlichen Frankfurter Stadtteile. Mitte der 1950er Jahre entstanden an der Lahn zwei neue Wasserkraftwerke in Kalkofen und Lahnstein, nachdem 1952 das schon 1899 erbaute Wasserkraftwerk Fachbach in den Besitz des Unternehmens kam. Das Kraftwerk Höchst wurde bis 1959 um eine Vorschaltanlage und einen Turbosatz erweitert, womit es eine installierte elektrische Leistung von 89 MW aufwies.
Daneben wurde das Leitungsnetz großflächig ausgebaut. Im Norden des Versorgungsgebiets entstand 1951 eine Leitung vom Umspannwerk Bad Ems des RWE über das Umspannwerk Holzappel zum Umspannwerk Staffel bei Limburg. Diese Strecke war bereits für 220 kV (Bad Ems–Holzappel) bzw. 110 kV Spannung (Holzappel–Staffel) ausgebaut, zunächst aber mit 50 kV betrieben. 1953 folgte die Fortsetzung von Staffel zum Umspannwerk Niederselters, 1959 dann zum Umspannwerk Niedernhausen. Die stetig zunehmende Netzbelastung – für 1954 wurde die Transformatorenleistung mit 86.000 kVA angegeben – führte zur generellen Umstellung des Netzes von 50 auf 110 kV, die innerhalb von 20 Jahren abgeschlossen wurde. Die erste 110-kV-Leitung ging 1956 zwischen Höchst und Oberursel mit zunächst einem Stromkreis in Betrieb und versorgte über einen Leitungsabzweig das Kupferwerk Heddernheim. Sie ersetzte damit eine 1939 gebaute, einkreisige 50-kV-Leitung von Oberursel nach Heddernheim. Mit Inbetriebnahme der 110-kV-Leitung Niedernhausen–Höchst im Jahr 1960 wurde die bis dahin letzte Lücke im Hochspannungsnetz der MKW geschlossen. Neben dem Umspannwerk Kelsterbach entstand mit dem Umspannwerk Limburg ein zweiter Einspeisepunkt aus dem vorgelagerten Höchstspannungsnetz des RWE in das der MKW.
Zwischen 1957 und 1958 entstand an der Brüningstraße in Höchst, unmittelbar benachbart zum Kraftwerk, ein neues Verwaltungsgebäude.

### 1960 bis 1990
Die 1960er Jahre waren geprägt vom weiteren Netzausbau – 1966 wurden erstmals über eine Milliarde kWh elektrischer Energie abgegeben. Neben der Erweiterung der Strecke Höchst–Oberursel um einen zweiten Stromkreis wurde der Stromaustausch mit den Rheingau-Elektrizitätswerken ausgeweitet. Hierfür entstand 1968/69 eine 110-kV-Leitung von Niedernhausen über Bleidenstadt nach Eltville. Zur selben Zeit begann man mit der teilweisen Umstellung des Mittelspannungsnetzes von 10 auf 20 kV und damit einhergehend den Ersatz von Freileitungen durch Erdkabel.
Der nächste Pacht- und Demarkationsvertrag zwischen MKW und der Stadt Frankfurt wurde 1972 verabschiedet. Hintergrund war die erhöhte Nachfrage nach elektrischer Energie seitens des Flughafens Frankfurt aufgrund des zunehmenden Luftfrachtverkehrs. Ergänzend zur Energieversorgung durch die Stadtwerke Frankfurt am Main baute die MKW eine eigene 110-kV-Umspannanlage auf dem westlichen Gelände des Flughafens, die über ein Erdkabel vom Umspannwerk Kelsterbach her angebunden wurde. Eine zweite Umspannanlage ging 1979 auf dem Flughafengelände in Betrieb, auch diese wurde von Kelsterbach aus per 110-kV-Erdkabel gespeist.
Auch im restlichen Netzgebiet kam es während der 1970er Jahre zu einem großflächigen Ausbau. Die bestehende Leitung zwischen Kelsterbach und Niedernhausen wurde bis Marxheim auf 4 Systeme ausgebaut und im Gebiet der Rheingau-Elektrizitätswerke eine Fortsetzung der 110-kV-Strecke von Eltville bis Geisenheim realisiert. Im Nordteil des Versorgungsgebiets endete 1976 der 50-kV-Betrieb, da die dortige Umspannanlage Eisighofen an die neue Leitung von Limburg her angeschlossen wurde. Ein späterer Einstieg in die 220-kV-Ebene wurde 1977 mit der Fertigstellung der vorerst mit 110 kV betriebenen Leitung Kriftel–Eschborn entlang der Bundesautobahn 66 realisiert, diese Leitung wurde 2017 allerdings auf 380 kV umgerüstet.
Zur Fernsteuerung der Umspannanlagen und Leitungen 1965 die Netzwarte Holzappel und im Oktober 1974 die Netzwarte Höchst in Betrieb. Beide Netzwarten wurden zur Überwachung des 110-kV-Netzes eingerichtet, dies in Verbindung mit den Netzwartend er Rheingau-Elektrizitätswerke in Eltville, des Elektrizitätswerks Bad Homburg und der Gruppenschaltleitung West des RWE in Uchtelfangen.
Zum 1. Januar 1978 ging die Versorgung der Wiesbadener Stadtteile Dotzheim und Frauenstein von den MKW auf die ESWE über, 1980 folgte Igstadt. Zu dieser Zeit entstanden zwei Kopplungen der Hochspannungsnetze von MKW und ESWE: 1976 die Strecke Marxheim–Diedenbergen–Erbenheim und 1981 eine einkreisige Reserveverbindung von Eltville ins 110-kV-System der Kraftwerke Mainz-Wiesbaden. Im selben Jahr wurde die Strecke Eschborn–Bommersheim auf späteren 380-kV-Betrieb ausgebaut, zukünftig sollte diese eine Gemeinschaftsleitung von RWE und MKW bilden. 1983 ging zum einen in Oberneisen die erste SF6-Schaltanlage in Betrieb, zum anderen wurde aufgrund der Stilllegung der Kupferwerke Heddernheim die dortige Umspannanlage mitsamt des hinführenden Leitungsabzweigs abgebaut. 1985 wies das 110-kV-Leitungsnetz eine Länge von rund 500 km auf.
Mitte der 1980er Jahre bauten die MKW zwei neue Wasserkraftwerke an der Lahn. Schon in den 1920er Jahren waren zum Abschluss der Schiffbarmachung des Flusses von der Mündung in den Rhein bis Limburg die Einrichtung von Kraftwerken an den Staustufen Nassau und Dausenau geplant. 1985 ging das Kraftwerk Dausenau und 1986 das Kraftwerk Nassau in Betrieb.

### Auflösung und Fusion

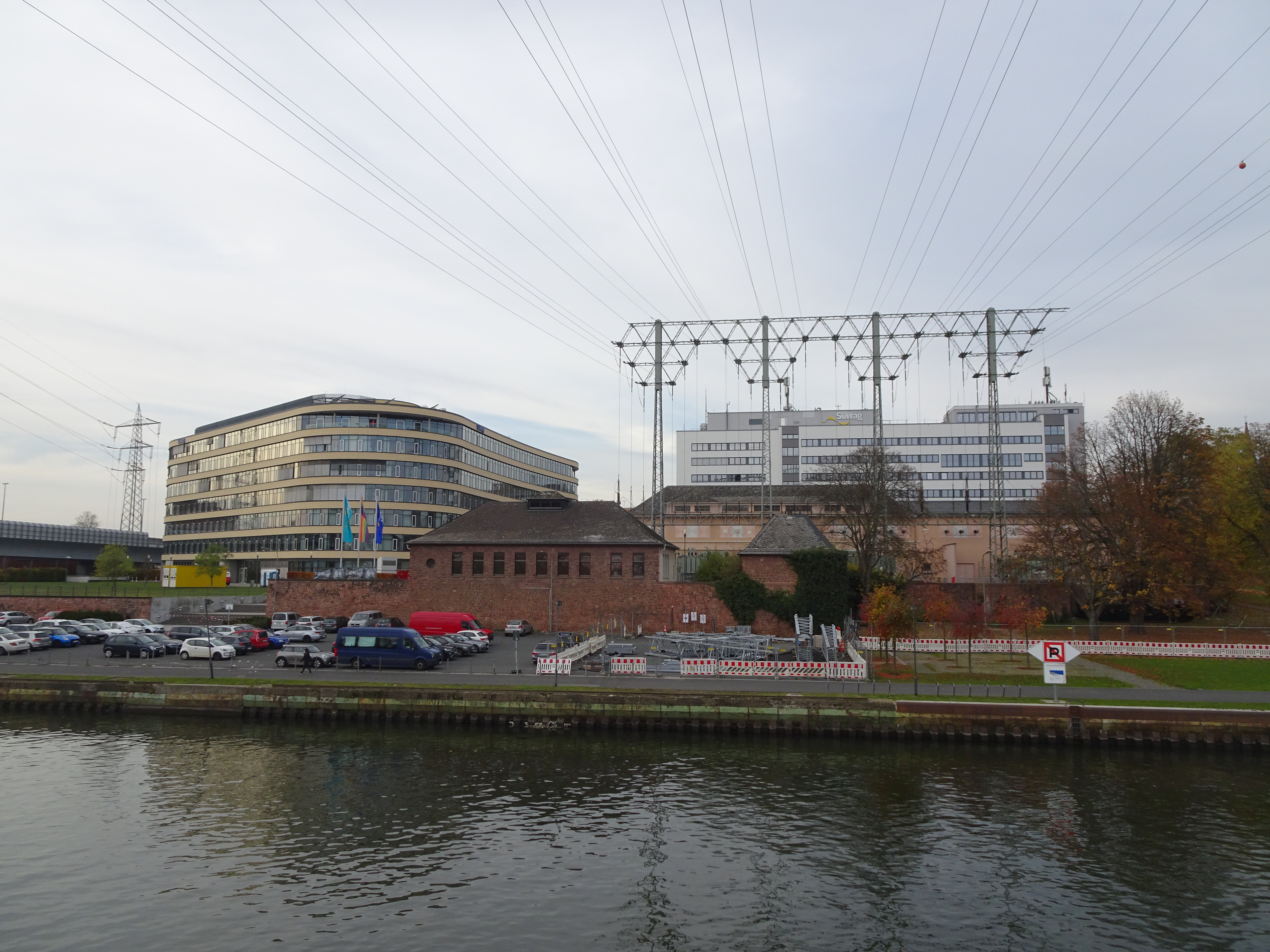
Letzte Überreste der ehemaligen MKW: Schalthaus des früheren Kraftwerks, heute Umspannwerk, neben Neubau der Süwag-Zentrale

In den sechs 1977 eingemeindeten östlichen Wiesbadener Stadtteilen ging die Stromversorgung 1997 von den MKW auf die ESWE über. 1999 wurde das Kraftwerk Höchst wegen mangelnder Rentabilität stillgelegt. Zwei Jahre später, im Juni 2001, wurden die MKW mit mehreren süddeutschen Energieversorgungsunternehmen, die sich mehrheitlich im Besitz des RWE befanden, zur Süwag zusammengeschlossen. Dabei handelte es sich um die Kraftversorgung Rhein-Wied AG, die AfE Gesellschaft für Energiewirtschaft mbH und die Kraftwerk Altwürttemberg AG. Grund war die Neustrukturierung der Energiebeteiligungen des RWE, die zunächst in den neuen Bundesländern umgesetzt wurde. Sitz der neuen Gesellschaft wurde die bisherige Firmenzentrale der MKW in Frankfurt-Höchst, der Vorstandsvorsitz wurde ebenfalls von den MKW übernommen.
Zwischen 2004 und 2005 wurde das Kraftwerk Höchst, das zuletzt nur noch als Reserve bereitgehalten wurde, endgültig außer Betrieb genommen und anschließend abgerissen. Am Standort entstand zwischen 2008 und 2010 ein neuer Bürokomplex. Lediglich die ehemalige Kraftwerksschaltanlage mit ihrem charakteristischen Abspannportal für die über den Main führenden Freileitungen ist noch als Umspannwerk in Betrieb.
Die Strom- und Gasversorgung wurde zum 1. Januar 2012 von der Erzeugung getrennt und operiert seitdem unter dem Namen Syna.

## Anlagen

### Kohlekraftwerke
| Name             | Baujahr | Befeuerungsart | Anzahl Blöcke | Netto-Leistung | Ort              | Stilllegung | Bemerkungen |
| ---------------- | ------- | -------------- | ------------- | -------------- | ---------------- | ----------- | ----------- |
| Kraftwerk Höchst | 1911    | Steinkohle     | 1             | 89 MW          | Frankfurt-Höchst | 1999        |             |

### Wasserkraftwerke
| Name            | Baujahr | Typ                 | Netto-Leistung | Ort                       | Gewässer | Stilllegung | Bemerkungen                                                                                 |
| --------------- | ------- | ------------------- | -------------- | ------------------------- | -------- | ----------- | ------------------------------------------------------------------------------------------- |
| Fachbach        | 1899    | Laufwasserkraftwerk | 0,4 MW         | Fachbach                  | Lahn     | in Betrieb  |                                                                                             |
| Friedrichssegen | 1907    | Laufwasserkraftwerk | 0,84 MW        | Lahnstein-Friedrichssegen | Lahn     | in Betrieb  | Ursprünglich für die Grube Friedrichssegen erbaut, 1913 von den Main-Kraftwerken übernommen |
| Cramberg        | 1927    | Laufwasserkraftwerk | 3,3 MW         | Cramberg                  | Lahn     | in Betrieb  |                                                                                             |
| Elisenhütte     | 1931    | Laufwasserkraftwerk | 1,7 MW         | Nassau                    | Lahn     | in Betrieb  |                                                                                             |
| Kalkofen        | 1955    | Laufwasserkraftwerk | 1,65 MW        | Dörnberg-Kalkofen         | Lahn     | in Betrieb  |                                                                                             |
| Lahnstein       | 1957    | Laufwasserkraftwerk | 1,75 MW        | Lahnstein                 | Lahn     | in Betrieb  |                                                                                             |
| Nassau          | 1985    | Laufwasserkraftwerk | 1,4 MW         | Nassau                    | Lahn     | in Betrieb  |                                                                                             |
| Dausenau        | 1986    | Laufwasserkraftwerk | 1,75 MW        | Dausenau                  | Lahn     | in Betrieb  |                                                                                             |

### Kulturdenkmäler
Verschiedene Gebäude und Anlagen der Main-Kraftwerke stehen unter Denkmalschutz. Das Kraftwerk in Oberursel, Zimmersmühlenweg 2, war eine 1910 errichtete ehemalige Gleichrichteranlage der FLAG mit Umspannwerk der Main-Kraftwerke. In Limburg-Staffel, Diezer Straße 44, befindet sich ein 1914 erbautes Umspannwerk.
Wasserkraftwerke an der Lahn

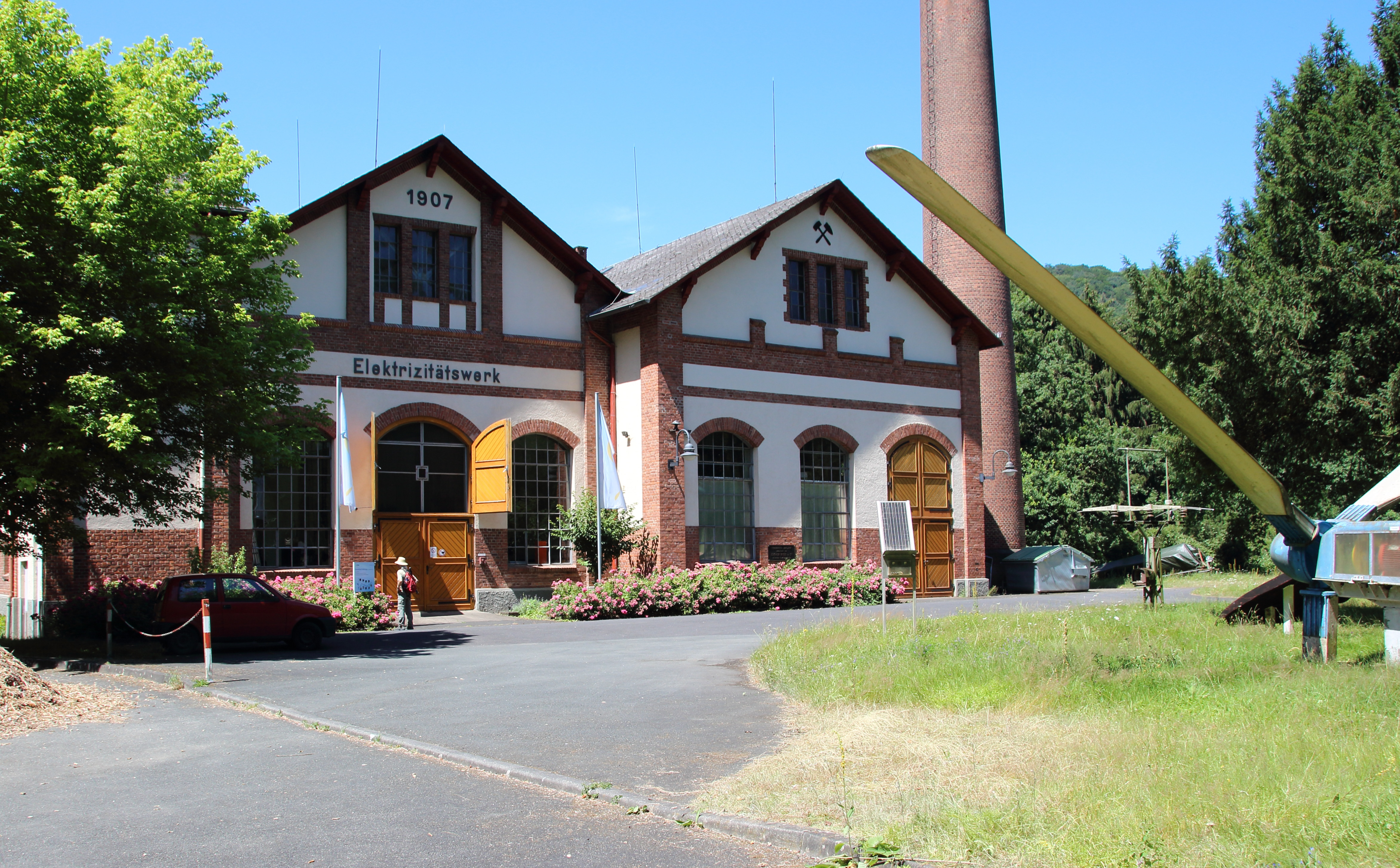
Friedrichssegen
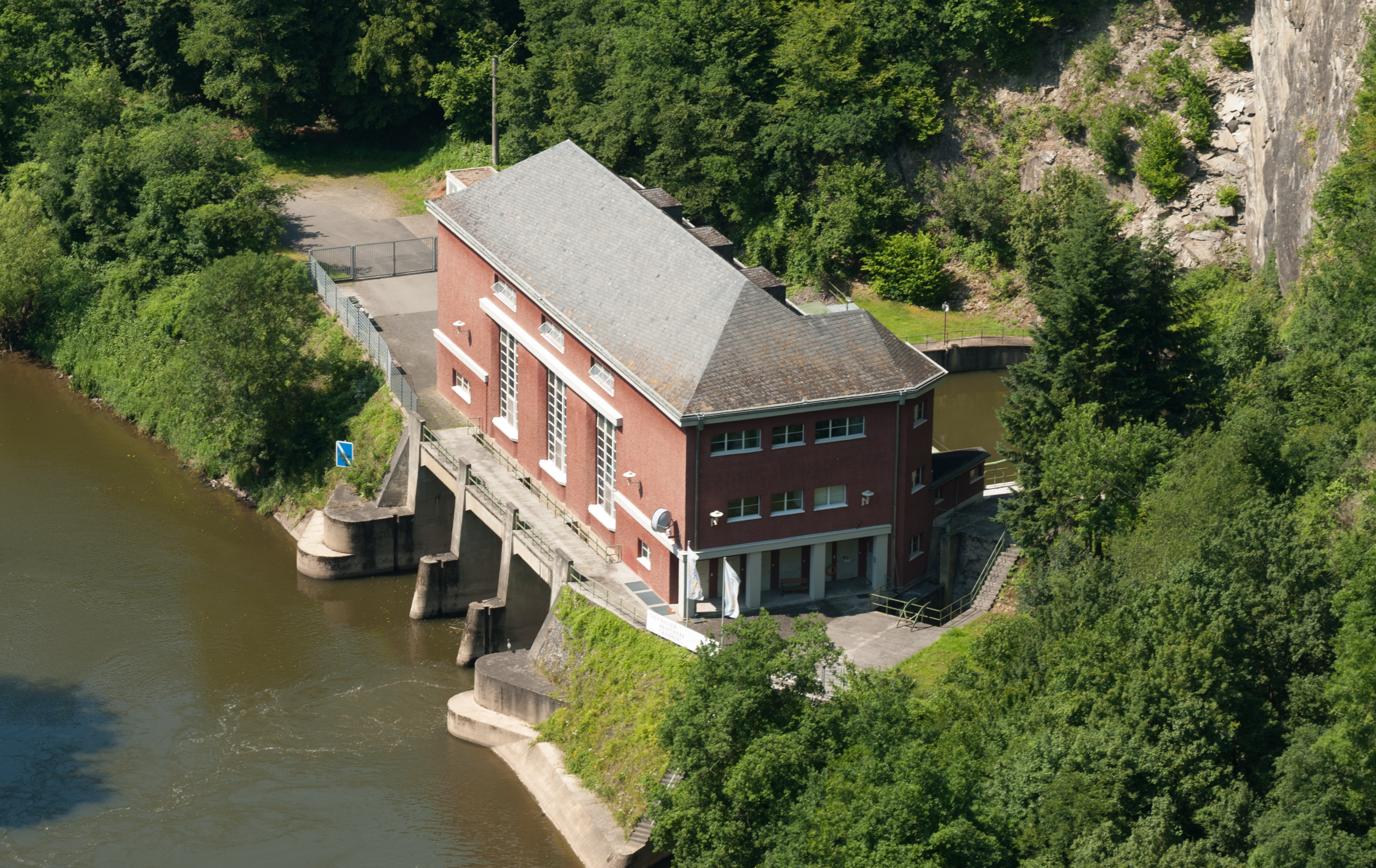
Cramberg

Umspannwerke der Main-Kraftwerke

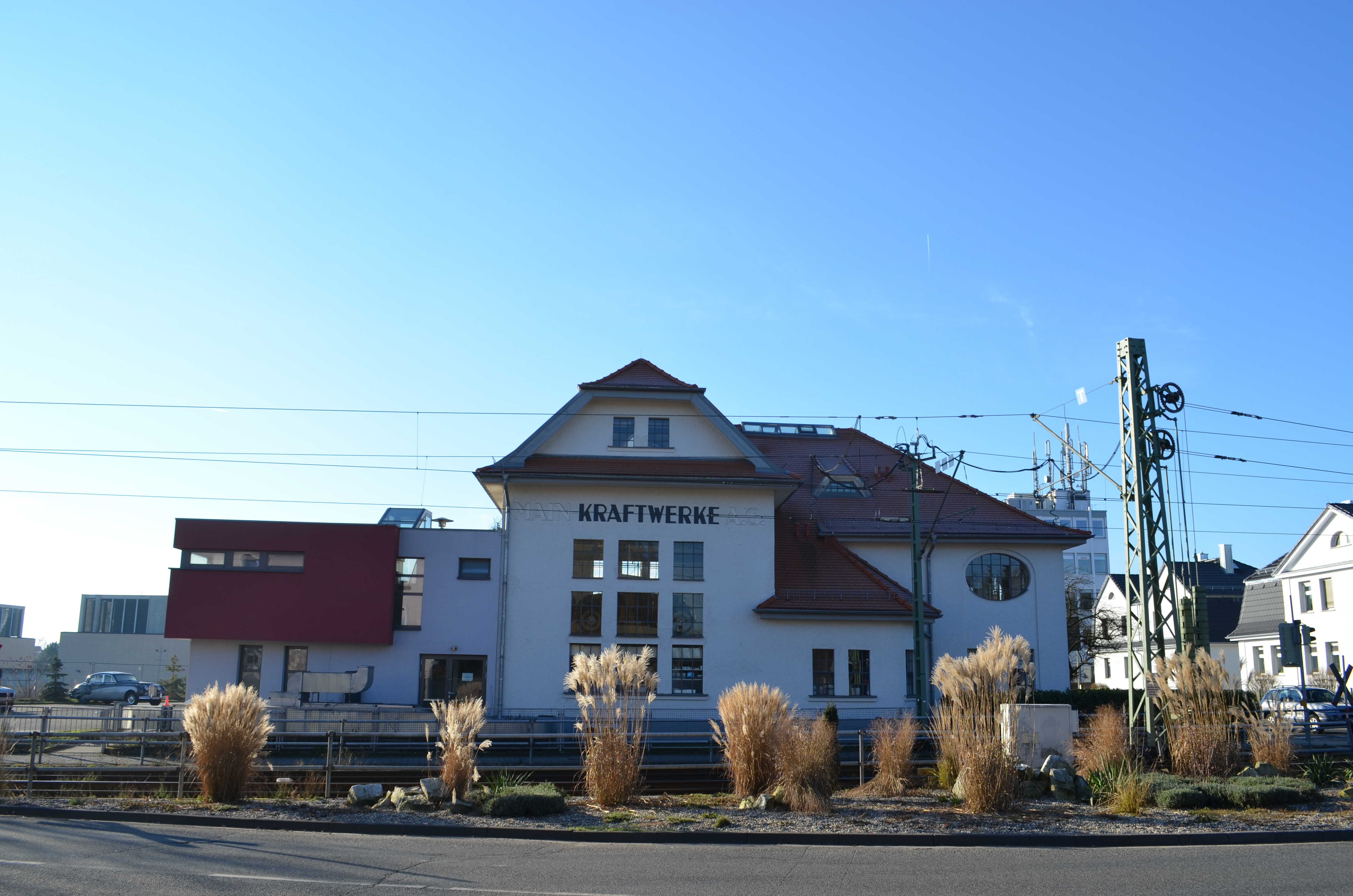
Oberursel
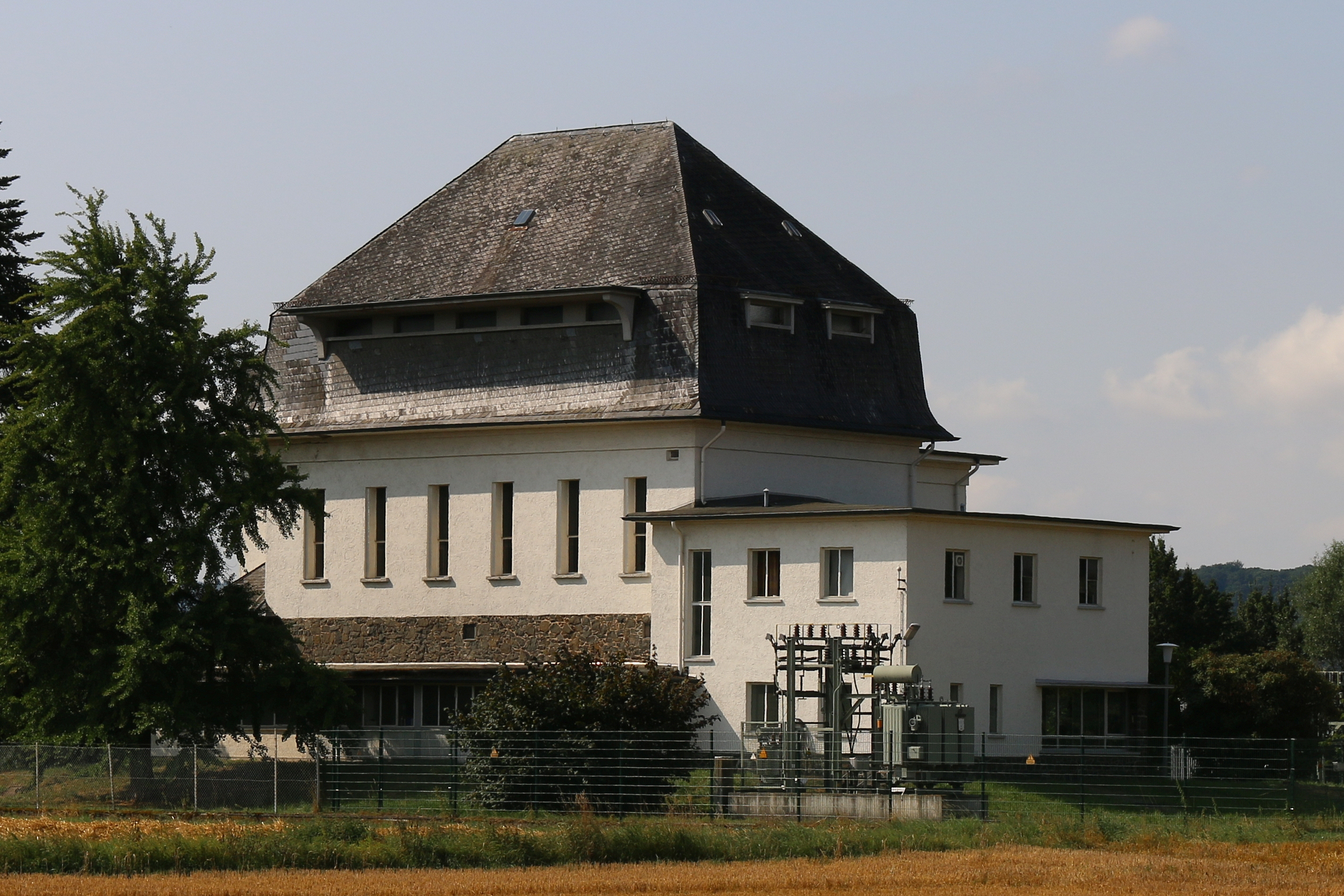
Staffel
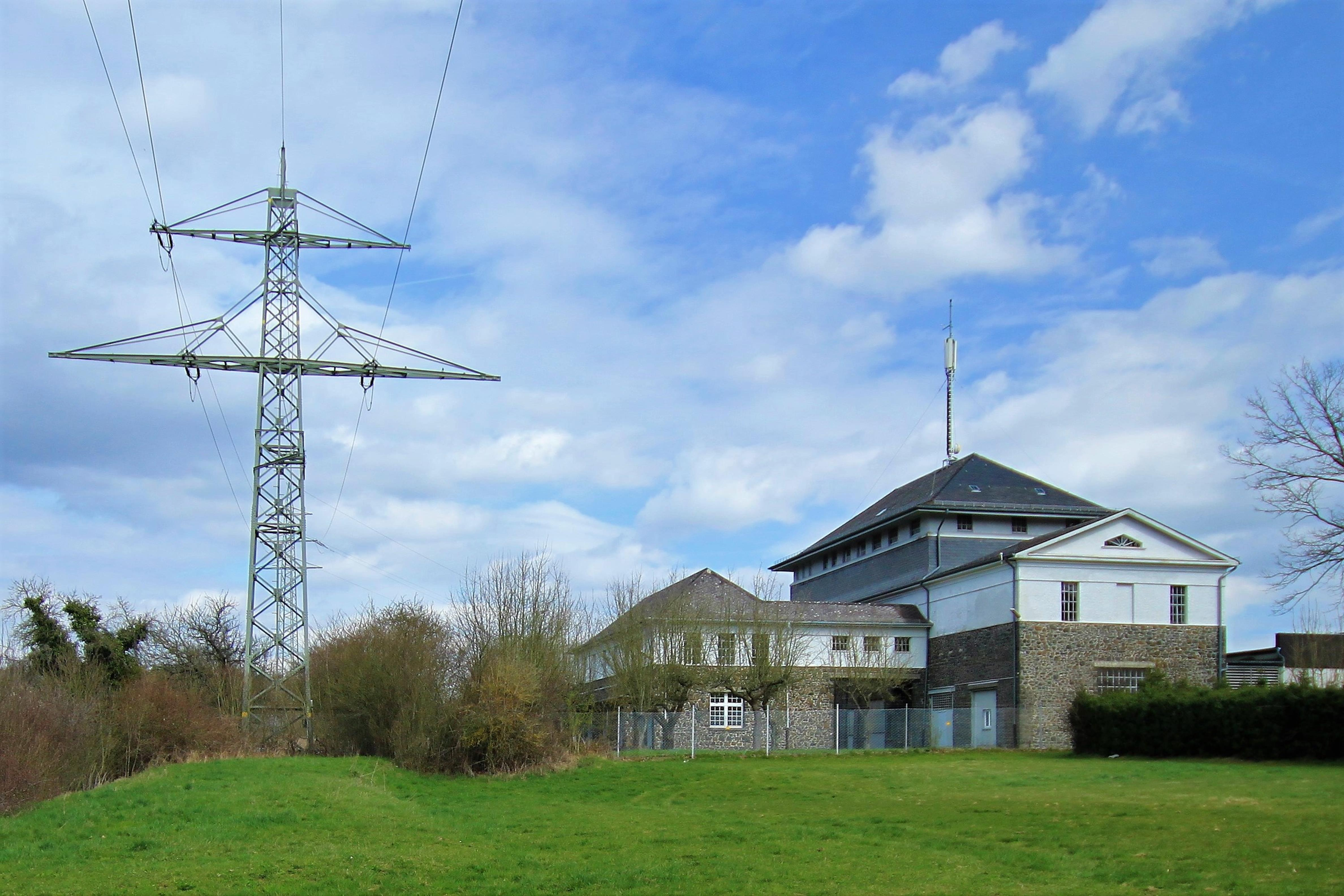
Holzappel
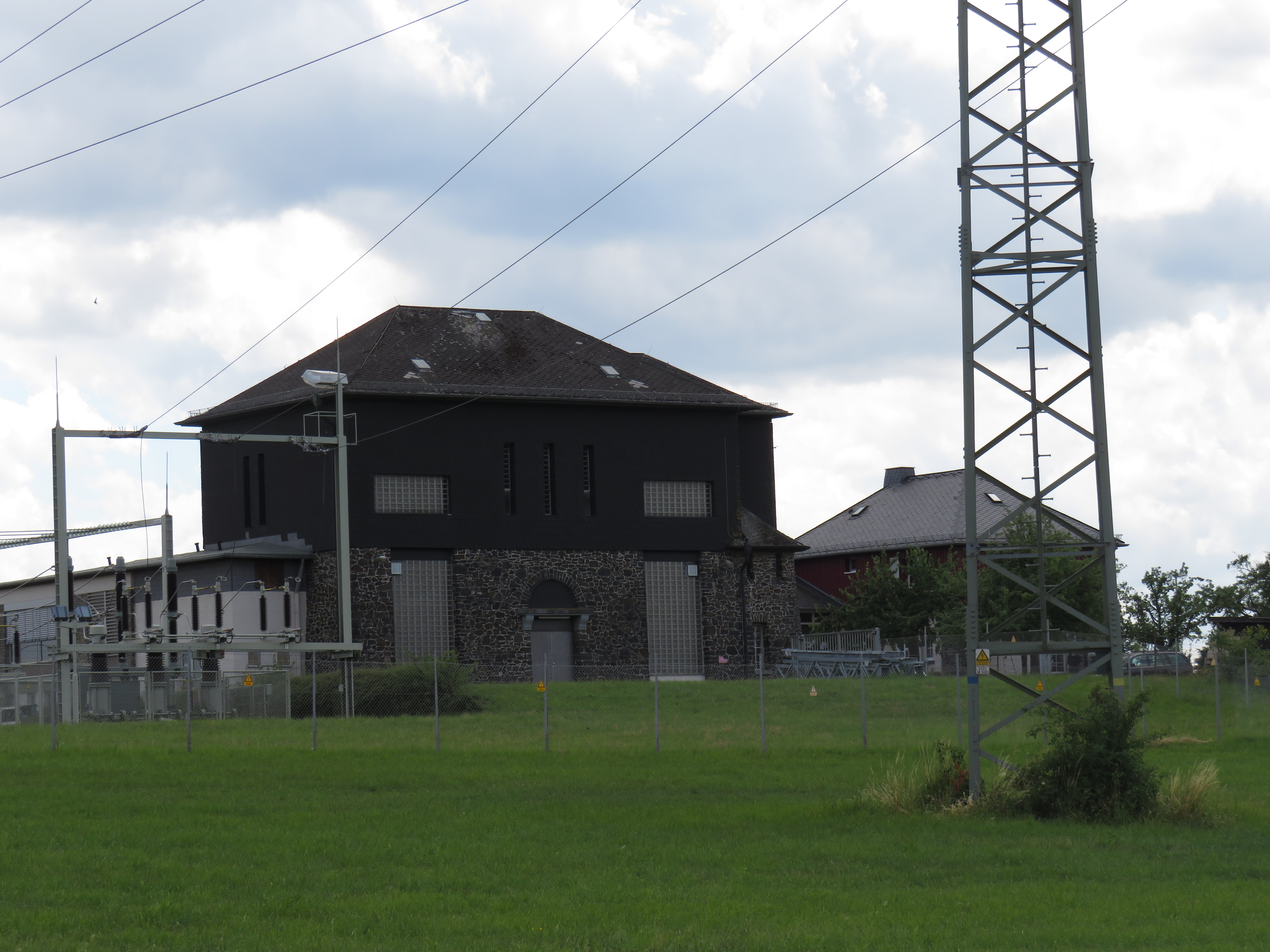
Nochern